# Oiapoque (rivier)
De Oiapoque of Oyapock (Portugees: Rio Oiapoque, Frans: Fleuve Oyapock) is een rivier in Zuid-Amerika, op de grens tussen Brazilië en Frans-Guyana. De rivier heeft een lengte van ongeveer 370 kilometer en stroomt door grotendeels onbevolkt regenwoud, van de bron in het Toemoek-Hoemakgebergte (in de Braziliaanse deelstaat Amapá) naar de Atlantische Oceaan. Zowel de Braziliaanse stad en gemeente Oiapoque als de microregio Oiapoque zijn vernoemd naar deze rivier.

## Geschiedenis
De Oiapoque werd waarschijnlijk begin 16e eeuw ontdekt door de Spaanse ontdekkingsreiziger Vicente Yáñez Pinzón. Aanvankelijk werd de rivier Wiapoca genoemd. De rivier werd vastgesteld als grens tussen Frankrijk en Portugal bij de Vrede van Utrecht in 1713. Het gebied aan de Braziliaanse kant van de Oiapoque werd echter betwist tot 1900, toen de rivier na bemiddeling van Zwitserland door Brazilië en Frankrijk als grens geaccepteerd werd. Hierbij kwam ook de naam Oiapoque in gebruik.
Jessé de Forest, een Waals ontdekkingsreiziger en leider van de eerste groep inwoners van Nieuw-Amsterdam, stierf in 1624 aan koorts bij de monding van de Oiapoque, na een poging hier een Nederlandse handelpost op te richten.
De Staten van Holland probeerde het opnieuw in 1676 met Harman van der Woude. Zijn dochter Elisabeth van der Woude schreef een dagboek over haar belevenissen daar.

## Grenscontrole
De rivier wordt door veel Braziliaanse illegale immigranten overgestoken om Frans grondgebied te bereiken. Ook wordt er goud over de grens gesmokkeld en wordt de rivier vervuild met kwik door goudzoekers. De Franse Gendarmerie Nationale en het Frans Vreemdelingenlegioen onderhouden twee grenscontroleposten langs de rivier, in Saint-Georges en in Camopi. Veel leden van de inheemse Wayampi hebben de Braziliaanse nationaliteit en spreken Portugees.

## Brug
In februari 2008 kwamen de Braziliaanse president Lula da Silva en de Franse president Nicolas Sarkozy overeen om een brug over de Oiapoque te bouwen, tussen Saint-Georges in Frans-Guyana en het tegenovergelegen Oiapoque in Brazilië. De brug werd in 2017 geopend.

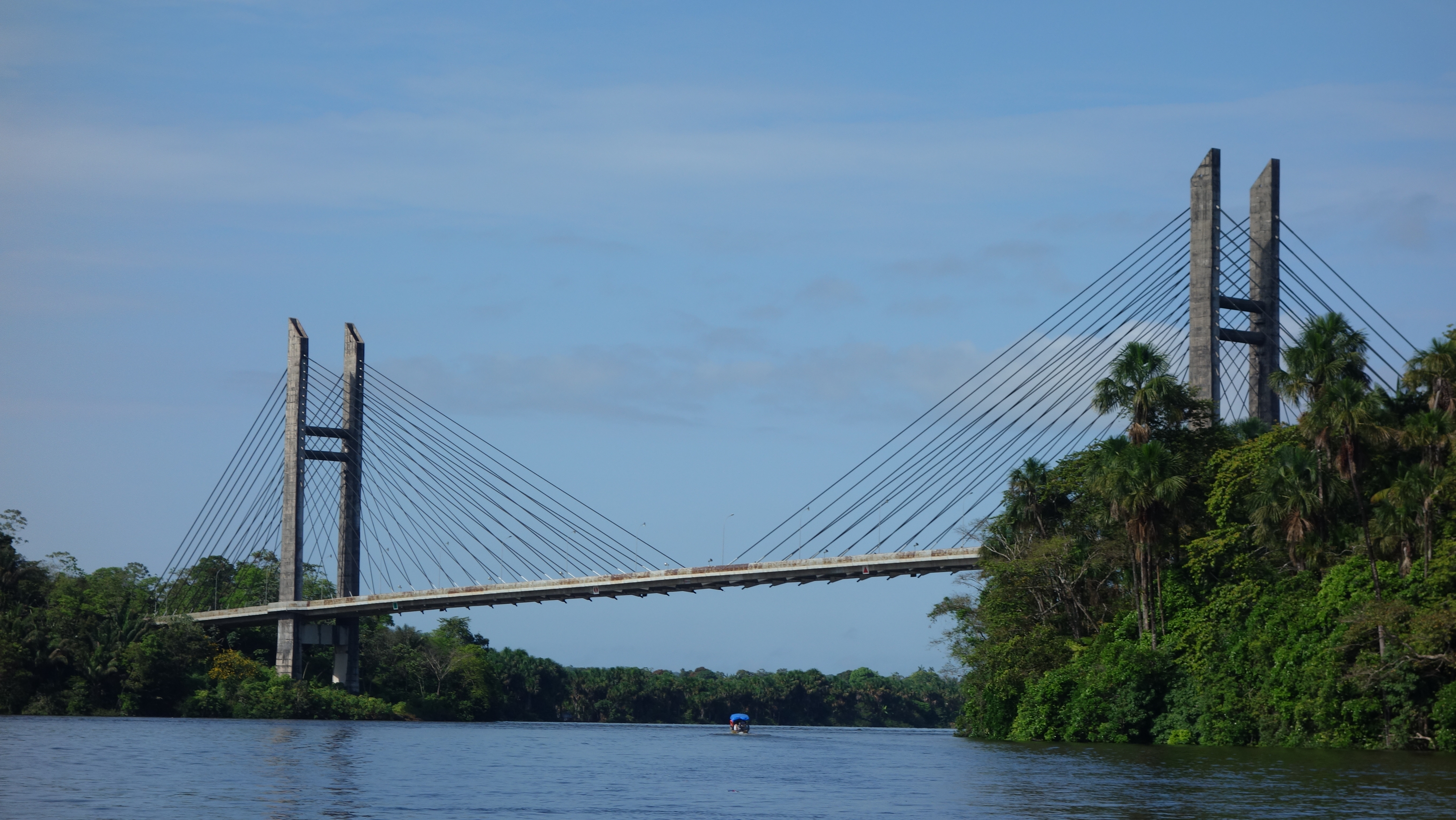
De brug over de Oiapoque tussen Saint-Georges in Frans-Guyana en het tegenovergelegen Oiapoque in Brazilië

## Plaatsen
De plaatsen gelegen aan de rivier de Oiapoque in volgorde stroomafwaarts:
- Trois Sauts (GF)
- Camopi (GF)
- Villa Brasil (BR)
- Clevelândia do Norte (BR)
- Oiapoque (BR)
- Vila Vitoria (BR)
- Saint Georges (GF)
- São José dos Galibi (BR)
- Trois-Palétuviers (GF)

## Bron
Het eerste stuk van de rivier is bekend onder de naam Kérindioutou/Quiriniutu. Sandre, de Franse waterautoriteit, beschouwt de Oiapoque en de Kérindioutou als één rivier met een totale lengte van 403 km.

## Zijrivieren
De Oiapoque heeft een aantal zijrivieren. Een selectie, in volgorde stroomafwaarts:
- Crique Elepoussing
- Tangarepé/Tangarerê
- Mutura
- Yaloupi
- Iaué
- Camopi
- Crique Sikini
- Anotaie
- Crique Noussiri
- Crique Armontabo
- Cricou
- Pantanari/Pantanarry
- Crique Gabaret
- Ouanary/Quanary